# أديلينا سوتنيكوفا
أديلينا ديمترييفنا سوتنيكوفا (الروسية: Адели́на Дми́триевна Со́тникова ؛ من مواليد 1 يوليو 1996) متزلجة روسية. هي البطل الأوليمبي 2014 وحائزة الميدالية الفضية الأولمبية للشباب 2012. وهي أيضًا صاحبة الميدالية الفضية الأوروبية مرتين (2013-2014) ، صاحبة الميدالية خمس مرات في سلسلة سباق الجائزة الكبرى، وبطلة الوطنية الروسية أربع مرات (2009 ، 2011-2012 ، 2014). على المستوى المبتدئ ، هي بطلة العالم للناشئين لعام 2011 وبطل سباق نهائي الجائزة الكبرى للتزلج لعام 2010.

## روابط خارجية
- أديلينا سوتنيكوفا على موقع الاتحاد الدولي للتزلج (الإنجليزية)
- أديلينا سوتنيكوفا على موقع اللجنة الأولمبية الدولية (الإنجليزية)
- أديلينا سوتنيكوفا على موقع أوليمبيديا (الإنجليزية)